# Мариос, Андреу
Андреу Мариос (род. 12 августа 1977) — кипрский самбист и дзюдоист, бронзовый призёр чемпионата мира по самбо, чемпион (2001), серебряный (2007) и бронзовый (2003, 2005) призёр Игр малых народов. По дзюдо выступал в весовых категориях до 81-100 кг.
Мариос приехал в Россию поступать в Российский государственный университет физической культуры, спорта, молодёжи и туризма на факультет спортивной реабилитации. Здесь увлёкся самбо и на следующей год перевёлся на факультет спортивной борьбы. В совершенстве владеет русским языком. Является членом комиссии Международной федерации самбо по развитию студенческого спорта и президентом Федерации самбо Кипра.

## Семья
Супруга Юлия Андреу (в девичестве — Аношина) — конькобежка, мастер спорта России. Сын Андреу Киприанос — самбист, чемпион мира среди школьников.